# Eugen Ruge

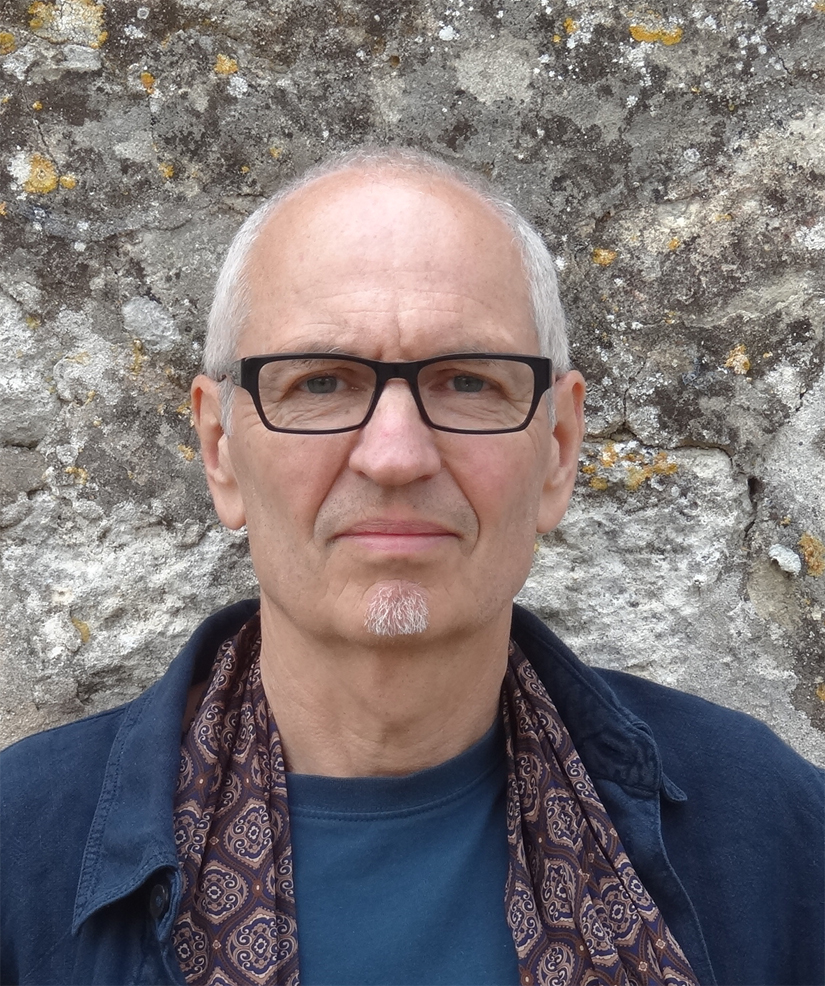
Eugen Ruge (2014)

Eugen Ruge (* 24. června 1954, SSSR) je německý matematik, spisovatel, režisér a překladatel. V roce 2011 obdržel Německou knižní cenu za román V čase ubývajícího světla.

## Biografie
Je synem Rusky, Taissijy (Tajy) Kutikové, a známého německého historika, Wolfganga Rugeho, který jako komunista utekl před nacisty a posléze byl Rusy deportován na severní Ural. Do Německé demokratické republiky přišel jako dítě se svými rodiči až v roce 1958. Vystudoval matematiku na Humboldtově univerzitě v Berlíně, posléze pracoval v geofyzikálním institutu v Postupimi, kde se věnoval převážně výzkumu seismologie.

### Přehled děl v originále
- Annäherung: Notizen aus 14 Ländern. Rowohlt Verlag, 2015. 192 S.
- Cabo de Gata. Rowohlt Taschenbuch Verlag, 2014. 208 S.

### Překlady z ruštiny
Je známým překladatelem děl ruského spisovatele Antona Pavloviče Čechova do němčiny.

### České překlady
- V čase ubývajícího světla (orig. 'In Zeiten des abnehmenden Lichts: Roman einer Familie'). 1. vyd. Ikar, 2013. 304 S. Překlad: Radvana Kraslová